# Johannes Ewald
Johannes Ewald (18 listopada 1743-17 marca 1781) – duński poeta i dramaturg.

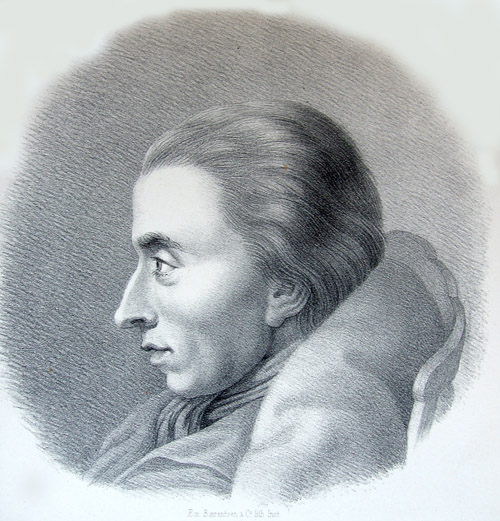
Johannes Ewald

Johannes Ewald napisał 90 wierszy i dwie sztuki. Jego najbardziej pamiętnym utworem jest dzisiejszy hymn Danii Kong Kristian ("Król Krystian") pochodzący z dramatu Fiskere ("Rybacy"). 
Twórczość Ewalda klasyfikuje się między klasycyzmem a romantyzmem.